# Marek Weber
Marek Weber (24. oktober 1888 - 9. februar 1964) var en tysk violinist og orkesterleder.